# 田中美海
田中 美海（たなか みなみ、1996年1月22日 - ）は、日本の女性声優。東京都品川区生まれ、神奈川県茅ヶ崎市出身。81プロデュース所属。愛称は、みにゃみ。

## 略歴
幼いころから『おジャ魔女どれみ』や『美少女戦士セーラームーン』などのアニメが大好きだった。声優になりたいと思ったきっかけは、小学校高学年の時にアニメのエンディングクレジットに出てくるたくさんの名前を見て「アニメの声って、人がやってるんだ」と初めて気付き、声優という職業を目の当たりにしたからである。小学校の卒業式で「田中美海、将来は声優さんになっていろんな役を演じたいです」と宣言している。声優を目指すために、中学では演劇部に入り演技の楽しさを理解し、高校では声に特化した放送部に所属していた。
2012年、NTT東日本とこえ部のコラボ企画「光の天使キャラ声優オーディション」に合格し、フレッツ光WiFiのキャラクター「フレンジェル」の声優として選ばれた。審査員には声優の野沢雅子、森田成一、徳井青空が参加していた。
同年9月10日に開催された、avex×81produce「Wake Up, Girls! AUDITION」第2回アニソン・ヴォーカルオーディションに合格。同時受賞したメンバー7人で声優ユニット「Wake Up, Girls!」を結成し、芸能活動を開始。
その時、アフレコが終わった時は小さいころから声優になりたかったため、声優になれたという瞬間が信じられなく、初めて田中自身の声がアニメで流れたときは「もっと頑張らなきゃいけないなあ」と思っていたという。
2015年、第9回声優アワード特別賞をWake Up, Girls!として受賞した。
2016年、テレビアニメ『プリパラ』で演じる「真中のん」による一人三役、じゅのん、ぴのん、かのんを演じた。その三役での楽曲「かりすま〜とGIRL☆Yeah!」では三者三様の歌い分けを見せ、「スタジオに田中専用マイクがあったのは初めての経験でした」と語っている。
2017年、第11回声優アワードにて新人女優賞を受賞した。
同年10月27日、東京アニメセンター in DNPプラザのオープニングセレモニーに出席、テープカットに参加した。その際のインタビューで「世界に向けて『日本のアニメはすごいんだぞ』ともっともっと知ってもらえるように、私からも発信できるよう頑張りたいです」と語っている。
2018年、テレビアニメ『ゾンビランドサガ』の企画で「第34回鹿島ガタリンピック」の自転車を使った競技「ガタチャリ」に出場し、第2位に入賞した。会場でのインタビューでは「まさかゴールできるとは思わなかったので、最高の気分です」とうれしそうに話した。
2019年、第5回アニラジアワードにて『Fate/Grand Order カルデア・ラジオ局』のパーソナリティとして「最優秀女性ラジオ賞」を高橋李依とともに受賞した。
同年10月、テレビアニメ『Fate/Grand Order -絶対魔獣戦線バビロニア-』のバビロニア宣伝大使に赤羽根健治とともに就任した。「WHAT's IN? tokyo」にて「ここがすごいぞ！TVアニメ『FGOバビロニア』」という、アニメ各話の感想や見どころなどを紹介する連載企画で、田中は奇数話の解説を担当した。
同年12月27日、2019年の声優イベント出演数ランキングが発表され、総合1位に入賞した。
2022年、『きかんしゃトーマス』の主人公・トーマス役に起用。戸田恵子・比嘉久美子に続く3代目声優となる。
2023年11月22日、結婚したことを報告。

## 人物
釘宮理恵が好きで、大のツンデレ好きであり、『灼眼のシャナ』などが好きだったという。
役柄は元気なキャラクターが多い。
趣味は、ゲーム、ネットショッピング、ネイルアート。小学1年生の時に誕生日プレゼントで買ってもらったゲームボーイアドバンスで『とっとこハム太郎』のゲームを遊んだり、中学生の時にはPlayStation 2で『学園アリス』や『Fate/stay night [Realta Nua]』などのゲームを遊んだりしていた。また、中学生のころからコミケに参加し欲しいグッズなどを買っていた。
特技は、水泳、タイピング。3歳から小学5年生のころまで水泳をしていたという。小学生の時にオンラインゲームの『チョコットランド』にハマり、そこでのゲーム内チャットでタイピングが鍛えられた。
自動車運転免許を保有している。

### エピソード
『賭ケグルイ』のイベントでシンガポールのカジノに行った際、驚いてトイレに逃げ込んでしまうほどの金額を当てたが、すべてお土産を買うのに使ってしまったということがあった。
自身の料理番組『みなみ✿ア・ラ・モード』で料理人の父親と共演した。
幼いころ、セーラーヴィーナスこと愛野美奈子が大好きで、自身の名前である「みなみ」と一文字違いだったことで「なんで『みなこ』じゃなかったの！」と大号泣しながら父親に訴えたことがあった。

## 出演
太字はメインキャラクター。

### テレビアニメ
2014年
- Wake Up, Girls!（2014年 - 2018年、片山実波） - 2シリーズ
- プリパラ（2014年 - 2017年、真中のん〈じゅのん / ぴのん / かのん〉、のどか、琴音、ボブ）
- DRAMAtical Murder（女子A、村人）
- ハナヤマタ（ハナ・N・フォンテーンスタンド）
- Re:␣ ハマトラ（女子高生B）

2015年
- 暗殺教室（2015年 - 2016年、岡野ひなた） - 2シリーズ
- ハッカドール THE あにめ〜しょん（モバミ、王女キララ）

2016年
- シュヴァルツェスマーケン（カティア・ヴァルトハイム）
- 魔法少女なんてもういいですから。（だいや、女子B、女子A、ネコ）
- ハイスクール・フリート（日置順子）
- 灼熱の卓球娘（上矢あがり）
- こねこのチー ポンポンらー大冒険（子供B）
- 競女!!!!!!!!（月下うさぎ）

2017年
- 笑ゥせぇるすまんNEW（磯部錦）
- アイドルタイムプリパラ（真中のん〈じゅのん / ぴのん / かのん〉）
- 賭ケグルイ（2017年 - 2019年、早乙女芽亜里） - 2シリーズ
- 異世界食堂（魔術師）

2018年
- デスマーチからはじまる異世界狂想曲（イネニマアナ）
- キリングバイツ（戌井純）
- Caligula -カリギュラ-（神楽鈴奈）
- ヲタクに恋は難しい（女性キャスト）
- ゾンビランドサガ（2018年 - 2021年、星川リリィ、リリィ似の赤子） - 2シリーズ

2019年
- ひとりぼっちの○○生活（砂尾なこ）
- 異世界チート魔術師（ミューラ）
- 歌舞伎町シャーロック（城田えみり）

2020年
- どるふろ -狂乱篇-（SVD）
- 社長、バトルの時間です!（トーマス）
- キラッとプリ☆チャン（2020年 - 2021年、ラビリィ）
- 邪神ちゃんドロップキック'（2020年 - 2023年、ランラン） - 3シリーズ + 特別編
- 憂国のモリアーティ（フリーダ・マコーリー）
- ぐらぶるっ!（リナリア）
- 体操ザムライ（キティ・チャン）

2021年
- ホリミヤ（中学生）
- やくならマグカップも（豊川姫乃） - 2シリーズ
- 結城友奈は勇者である ちゅるっと!（楠芽吹）
- Fairy蘭丸〜あなたの心お助けします〜（邪塊〈萌え〉）
- スライム倒して300年、知らないうちにレベルMAXになってました（2021年 - 2025年、シャルシャ） - 2シリーズ
- かげきしょうじょ!!（みき）
- 月が導く異世界道中（2021年 - 2024年、エリス、ツヴァイ） - 2シリーズ
- 結城友奈は勇者である -大満開の章-（楠芽吹）
- ビルディバイド（2021年 - 2022年、ディーラーマシン、河撞凪、レベッカ） - 2シリーズ
- MUTEKING THE Dancing HERO（アキ）
- 鬼滅の刃 遊郭編

2022年
- くノ一ツバキの胸の内（キキョウ）
- ふしぎ駄菓子屋 銭天堂（佐伯葵）
- ヒーラー・ガール（森嶋祥典）
- ようこそ実力至上主義の教室へ（2022年 - 2024年、藪菜々美） - 2シリーズ
- 東京ミュウミュウ にゅ〜♡（2022年 - 2023年、ハナチャ） - 2シリーズ
- 農民関連のスキルばっか上げてたら何故か強くなった。（ファル・イース・メイギス〈フィリア〉）
- アキバ冥途戦争（ゆめち）
- 勇者パーティーを追放されたビーストテイマー、最強種の猫耳少女と出会う（ソラ）
- うたわれるもの 二人の白皇（少女）
- デュエル・マスターズ WIN（ハコナ）

2023年
- 東京リベンジャーズ（三ツ谷ルナ）
- 私の百合はお仕事です!（雨宮果乃子）
- 魔法使いの嫁 SEASON2（ジャスミン・セント＝ジョージ） - 2シリーズ
- 無職転生 II 〜異世界行ったら本気だす〜（2023年 - 2024年、プルセナ・アドルディア） - 2シリーズ
- ゾン100〜ゾンビになるまでにしたい100のこと〜（ゾンビィ6）
- 放課後少年花子くん（もっけF）

2024年
- 俺は全てを【パリイ】する 〜逆勘違いの世界最強は冒険者になりたい〜（受付嬢）
- キミと僕の最後の戦場、あるいは世界が始まる聖戦 Season II（ミーフォ・メーシャット、店員）
- 負けヒロインが多すぎる!（温水佳樹）
- グレンダイザーU（グレース・マリア・フリード）
- 星降る王国のニナ（ニナ）
- きのこいぬ（トシくん）

2025年
- 戦隊レッド 異世界で冒険者になる（テルティナ、カサブー）
- 勘違いの工房主〜英雄パーティの元雑用係が、実は戦闘以外がSSSランクだったというよくある話〜（リーゼロッテ）
- 中禅寺先生物怪講義録 先生が謎を解いてしまうから。（キヨ）
- ずたぼろ令嬢は姉の元婚約者に溺愛される（アナスタジア）
- ちゃんと吸えない吸血鬼ちゃん（石川月菜）

### 劇場アニメ
2010年代
- Wake Up, Girls!シリーズ（2014年 - 2015年、片山実波） - 3作品
- 劇場版 暗殺教室 365日の時間（2016年、岡野ひなた）
- プリパラシリーズ（2016年 - 2018年、真中のん〈じゅのん / ぴのん / かのん〉） - 3作品

2020年代
- 劇場版 ハイスクール・フリート（2020年、日置順子）
- 劇場版 Fate/Grand Order -神聖円卓領域キャメロット-（2020年 - 2021年、ニトクリス） - 前後編
- 劇場版 異世界かるてっと 〜あなざーわーるど〜（2022年、パンタグリュエル）
- ベルサイユのばら（2025年、マリー・テレーズ）
- ゾンビランドサガ ゆめぎんがパラダイス（2025年、星川リリィ）
- 機動戦士ガンダム 鉄血のオルフェンズ ウルズハント -小さな挑戦者の軌跡-（2025年、カチュア・イノーシー）

### OVA
- OVA ハイスクール・フリート（2017年、日置順子）
- ふたり写真（2019年、みらい[91][92]）
- ヲタクに恋は難しい（2021年、店員） - コミックス 第10巻 OAD付き特装版
- Fate/Grand Carnival（2021年、ニトクリス[93]、ワルキューレ〈オルトリンデ〉[94]）
- 真夜中の誘戯（まよなかのいたずら） -ノーラver.-（2021年、ノーラ[95]） - アニメBD付きフィギュア

### Webアニメ
2010年代
- うぇいくあっぷがーるZOO!（2014年、ミナミ）
- 殺せんせーQ!（2016年 - 2017年、岡野ひなた）
- ひとり暮らしの小学生（2017年、鈴音リン）
- パンと僕のモモちゃん（2018年、クー、ナレーション）

2020年
- エレちゃん&キョーコの電気安全劇場（電気保安官キョーコ）

2021年
- 爆丸アーマードアライアンス（ミラ）
- iichiko story（羽生海）
- マジックエアポート（江阿ソウスケ）
- 爆丸ジオガンライジング（ベサニー）
- リッチ警官キャッシュ！〜ゼロの事件簿〜（2021年 - 2023年、ハコナ）
- アイドルランドプリパラ（真中のん）

2022年
- 賭ケグルイ双（早乙女芽亜里）
- ブルーアーカイブ「beautiful day dreamer」（天童アリス）

2023年
- 先生、ちょっとお時間いただきます！（天童アリス）

2024年
- Fate/Grand Order 藤丸立香はわからない Season2（ニトクリス）

### ゲーム
2013年
- Wake Up, Girls! ステージの天使（片山実波）

2014年
- 俺タワー -Over Legend Endless Tower-（錐、コンストラクションサイン、トータルステーション、ブラシ、フォワーダ）
- 三国志パズル大戦（鮑三娘）
- Tokyo 7th シスターズ（折笠アユム）
- ハナヤマタ よさこいLIVE!（ハナ・N・フォンテーンスタンド）

2015年
- 暗殺教室 殺せんせー大包囲網!!（岡野ひなた）
- ウチの姫さまがいちばんカワイイ（ミド・スナック）
- 家電少女（かすみ、カフィ、ゲームギア、いろは、レディ・ノクリア）
- ガールフレンド（仮）（うめのたん〈甘露梅乃〉）
- シュヴァルツェスマーケン 紅血の紋章（カティア・ヴァルトハイム）
- 超次元大戦 ネプテューヌVSセガ・ハード・ガールズ 夢の合体スペシャル（ゲームギア）
- 刻のイシュタリア（アヴィ、マーリン、モルジアナ、スウァフルラーメ、アル&ニハル 他）
- ヴァリアントナイツ（マシェリ＝ブリエール）
- ミラクルガールズフェスティバル（片山実波）

2016年
- 東京ハーレム（大森杏）
- 暗殺教室 アサシン育成計画!!（岡野ひなた）
- あんさんぶるガールズ!!（木之下ゆゆ）
- ヴァンパイア†ブラッド（神濱カレン、藤島こより）
- Caligula -カリギュラ-（神楽鈴奈）
- クイズRPG 魔法使いと黒猫のウィズ（キシャラ・オロル、星くじら）
- グランブルーファンタジー（リナリア）
- ザクセスヘブン（ゲームギア）
- 神撃のバハムート（メルコット）
- 出撃!私立恵比寿中学 武装風紀委員会（独田亜芽衣）
- シュヴァルツェスマーケン 殉教者たち（カティア・ヴァルトハイム）
- 誰ガ為のアルケミスト（ソレイユ）
- チェインクロニクルV (ゲームギア）
- ドラゴンジェネシス-聖戦の絆-（シャックス）
- ドリフトガールズ（片野藍里）
- Fate/Grand Order（2016年 - 2023年、ニトクリス、ワルキューレ・オルトリンデ、ワルキューレ・ゲイルスケグル） - 2作品
- 潜空のレコンキスタ（スクルド、アトランティス、アンドロメダ、サンタアンドロメダ、九尾）
- プリパラ（のん〈じゅのん / ぴのん / かのん〉）
- ブレイブソード×ブレイズソウル（ウルトラマリン、テレプシコーラ、セイバートゥース）
- 消滅都市（アリス）

2017年
- 星界神話 -ASTRAL TALE-（ミルフィ）
- オルタンシア・サーガ -蒼の騎士団-（ベネディクト）
- エアリアルレジェンズ（吉備オトイ）
- 征戦!エクスカリバー（ペルセウス、学園末席フィオーラ）
- フィッシュアイランド2（女主人公）
- 武器よさらば（エヴァ）
- ららマジ（有栖川翼）
- スターリーガールズ（コホーテク、カノープス）
- SOUL REVERSE ZERO（エレクトラ、郭嘉、ペネロペ、アラクネ）
- 天華百剣 -斬-（鬼丸国綱）
- ブレイブリーアーカイブ ディーズレポート（アジーサ・クムイ、ミナミ・スコッチラック）

2018年
- プリパラ オールアイドルパーフェクトステージ!（真中のん〈じゅのん / ぴのん / かのん〉）
- Death end re;Quest（アル・アストラ）
- 編隊少女 -フォーメーションガールズ-（射手園響）
- 実況パワフルプロ野球2018（榎下舞那美）
- Caligula Overdose -カリギュラ オーバードーズ-（神楽鈴奈）
- アズールレーン（若葉、浦風）
- オルターレコードアジャストメント（ナイチンゲール）
- きららファンタジア（2018年 - 2021年、ハナ・N・フォンテーンスタンド、細野あるみ）
- デジモンリアライズ（小日向真由）
- 温泉むすめ ゆのはなこれくしょん（黒川姫楽）
- フリージング エクステンション（アーネット・マックミルラン）
- Wake Up, Girls! 新星の天使（片山実波）
- アークザラッド R（ファンロン）
- 暁のエピカ -Union Brave-（ミルフィ）
- ドラガリアロスト（エステル）
- ドールズフロントライン（SVD、セルジュコフ、79式）
- 賭ケグルイ チーティングアロード（早乙女芽亜里）
- 大航海ユートピア（アガサ、ノラ、ナナ）
- 結城友奈は勇者である 花結いのきらめき（2018年 - 2022年、楠芽吹）

2019年
- ハイスクール・フリート 艦隊バトルでピンチ!（日置順子）
- Shadowverse（2019年 - 2020年、慈愛の竜戦士、異端の修道女・メルコット、メカニカルガンナー、アウトローガンナー、カプセルホムンクルス、氷獄の顕現）
- グリモアA〜私立グリモワール魔法学園〜（星川リリィ）
- BORDER BREAK（カトレア）
- クロスクロニクル（マリー、ナンナーク、ミナ）
- revisions next stage（久遠寺彩香）

2020年
- 8 beat Story♪（アモル）
- Death end re;Quest2（アル・アストラ）
- ラストイデア（クロエ）
- アークオーダー（酒呑童子、須佐）
- 錬神のアストラル（鬼道鈴）
- 荒野のコトブキ飛行隊 大空のテイクオフガールズ!（キララ）
- りっく☆じあ〜す（19HSP〈19式装輪自走155mmりゅう弾砲〉、AH-1S、9K720イスカンデル、猪名野キラリ）
- マギアレコード 魔法少女まどか☆マギカ外伝（柚希ほとり）
- ブリガンダイン ルーナジア戦記（タリア）
- 機動戦隊アイアンサーガ（ポーラ、恋）
- 野生少女（マンチキン）
- ワールドフリッパー（星川リリィ）
- フードファンタジー（パフェ）
- キラッとプリ☆チャン（ラビリィ）
- SHOW BY ROCK!! Fes A Live（ギリリ）
- ビビッドアーミー（八乙女撫子）
- アクション対魔忍（三咲朱音）
- レッド：プライドオブエデン（ロール）
- パニシング:グレイレイヴン（ナナミ）

2021年
- ブラウンダスト（メラニー）
- ロンドン迷宮譚（チェルシー）
- キングスレイド（エステール）
- ブルーアーカイブ -Blue Archive-（2021年 - 2023年、天童アリス）
- アークナイツ（エイプリル）
- グランドサマナーズ（プリシラ）
- 雀魂（早乙女芽亜里）
- ブラック・サージナイト（ネプチューン）
- 蒼藍の誓い ブルーオース（摩耶、隼鷹）
- 邪神ちゃんドロップキックねばねばウォーズ（ランラン）
- 月姫 -A piece of blue glass moon-（弓塚さつき）
- アイドルマスター スターリットシーズン（学生）
- ラグナドール 妖しき皇帝と終焉の夜叉姫（風狸）
- アーテリーギア -機動戦姫-（スリエル、桃香）
- 三国志名将伝（孫姫、董白）
- LUNARiA -Virtualized Moonchild-（LUNAR-Q）

2022年
- ドラゴンクエストX オンライン（セーリア）
- SINoALICE -シノアリス-（早乙女芽亜里）
- 聖剣伝説 ECHOES of MANA（タンブル）
- ドラゴンクエストX 目覚めし五つの種族 オフライン（セーリア）
- ドラゴンボール ザ ブレイカーズ（シャオン）
- メメントモリ（ディアン）
- Echocalypse -緋紅の神約-（バフォメット）
- クローバーシアター（キョンキョン&ランラン）
- 共闘ことばRPG コトダマン（ツカノマリナ、キートルウィトル、ロクレーシャ、イィタル）
- LACKGIRL I - “Astra inclinant, sed non obligant.”（律）
- 機動戦士ガンダム 鉄血のオルフェンズG（カチュア・イノーシー）

2023年
- BLUE REFLECTION SUN/燦（安住菜々花）
- m HOLD'EM（早乙女芽亜里）
- 404 GAME RE:SET -エラーゲームリセット-（アルカノイド）
- 対魔忍GOGO!（細川弾丸子）
- プリンセスコネクト！Re:Dive（2023年 - 2024年、クルル / 卯中枢）
- ワールドダイスター 夢のステラリウム（2023年 - 2024年、ラモーナ・ウォルフ）
- 天空のアムネジア（沖田総司）
- アイドルランドプリパラ（真中のん〈かのん / ぴのん / じゅのん〉）
- レスレリアーナのアトリエ 〜忘れられた錬金術と極夜の解放者〜（2023年 - 2024年、イザナ・ココシュカ）
- ヘブンバーンズレッド（2023年 - 2024年、小笠原緋雨〈3代目〉）

2024年
- エルソード（リティア）
- 機兵とドラゴン（アネモス、ロッティ）
- ポーカーチェイス（早乙女芽亜里）
- 学園アイドルマスター（2024年 - 2025年、ボーカルトレーナー、白草四音）
- 鳴潮（漂泊者）
- 放置少女〜百花繚乱の萌姫たち〜（大天狗）
- リルヤとナツカの純白な嘘（春日衣優）
- Death end re;Quest Code Z（森久保ひなた / アル・アストラ、モリクボ・ナラク）
- 白猫プロジェクト NEW WORLD'S（ファリエ）
- ベイブレードエックス XONE（春風アオイ）
- スーパーロボット大戦DD（グレース・マリア・フリード）
- 星になれ ヴェーダの騎士たち（アナイス）

2025年
- 雀皇麻雀（闇咲るり）
- ゼンレスゾーンゼロ（アリス・タイムフィールド）

### ドラマCD
- 篠崎さん気をオタしかに! ドラマCD「ピュアピュアな休日」（2015年、佐々村楓[285]）
- 女子小学生はじめましたP!（2016年、コロコ[286]） - コミックス 第5巻・第6巻 ドラマCD付き初回限定版
- 楠芽吹は勇者である Vol.1 - 2（2018年、楠芽吹[287]）

### オーディオドラマ
- 『チートを作れるのは俺だけ〜無能力だけど世界最強〜』ボイスドラマ（2018年、ルナ・G・クレイドル[288]）
- 『キリングバイツ』「けもみみJK耳かきリフレ・タッグマッチ」（2018年、戌井純[289]） - コミックス 第10巻 購入特典オーディオドラマ
- 『ハツコイと太陽』ボイスドラマ（2020年、泉小春子[290][291]）
- お〜るあうと！〜甘え上手な妹と おうちで自重トレーニング〜（2021年、水間結花[292]）
- イマジナリ（2022年、光[293]）
- 花王技術部やりましょ課！（2022年、ヤシー[294]、モコ[295]、ユニバ[296]）
- 『勇者パーティーを追放されたビーストテイマー、最強種の猫耳少女と出会う』ASMR（2022年、ソラ[297][298]）
  - 4人とまったりひとやすみ
  - ソラとルナと一緒にひとやすみ
- 私の百合はお仕事です! シチュエーションボイスPV（2023年、雨宮果乃子）
- いっしょぐらし 〜クール彼女編〜（2024年、藤岡小雪[299]）
- かじょサポ〜許嫁の箱入りお嬢様は、あなたにすべてを尽くしたい〜（2024年、東条詩織[300]）
- 邪神ちゃんドロップキック×スライム倒して300年、知らないうちにレベルMAXになってました 〜そのに〜コラボボイスドラマ（2024年、シャルシャ、ランラン）
- 地雷系じゃありませんっ!あなたのことが好きなだけっ!（2024年、双葉るな[301]）
- 雨の日を君と 〜春雨・夏雨編〜（2024年、夏目カンナ[302]）
- 戦国繚乱美少女伝 Vol.2 - 4（2025年、加藤清正[303][304][305]）
- メイドリー・トライシス！〜3姉妹メイドと共同生活!?〜（ハユナ、ヒナ、フローナ[306]）

### オーディオブック
- 小説版 Wake Up, Girls! それぞれの姿（2015年、片山実波[307]）
- グランブルーファンタジー OTOCA&アクキー限定セット「舞い歌う五花」（2017年、リナリア[308]）
- 三姉妹探偵団（2018年、佐々本綾子[309]）
- ピンポンラバー Vol.1 - 2（2019年 - 2022年、朝比奈椿[310][311]）
- 青くて痛くて脆い（2019年、ポンちゃん[312]）
- 撃戦魔法士（2020年、ファナ=リリオネーラ[313]）
- 青春絶対つぶすマンな俺に救いはいらない。（2021年、藤崎小夜子 他[314]）
- あの夏、最後に見た打ち上げ花火は（2021年、眞田なずな[315]）
- 学園者! 〜風紀委員と青春泥棒〜（2022年、天野美咲[316][317]）
- EXMOD 思春期ノ能力者（2023年、小日向亜世砂 ほか[318]）

### デジタルコミック
- おとなりさん以上かぞく未満（2019年、花道奈央[319]）
- ぱちん娘。（2021年 - 2022年、みどり[320][321]）
- ゆるおやこ（2021年、花村祐希[322][323]）
- マジックエアポート（2022年、江阿蒼翼[324]）
- アラフォー冒険者、伝説となる 〜SSランクの娘に強化されたらSSSランクになりました〜（2022年、レミリア[325]）
- マテリアル・パズル 〜神無き世界の魔法使い〜（2022年、ビスカ[326]）
- 星降る王国のニナ（2023年、ニナ[327]）

### 吹き替え

#### 映画
- ミュータント・ワールド（2015年、ビバリー[3][328]）
- ファイナル・ガールズ 惨劇のシナリオ（2015年、ヴィッキー[3][329]）
- ジュラシック・ワールド（2017年、女子[3]） - 日本テレビ版
- ゾンビランド:ダブルタップ（2019年、ゾンビィ） - 「星川リリィ」名義[330]
- キャメラを止めるな!（2022年、イリス[331]）

#### ドラマ
- フラーハウス（2017年、男の子[3]）
- オッド スクワッド 出動!ヘンテコ捜査局（2025年、オズグッド）
- 賭けグルイ Bet（2025年、メアリー[332]）
- アイアンハート（2025年、ゼルマ[333]）

#### アニメ
- サーフズ・アップ2（2017年、幼いコディ[3]）
- きかんしゃトーマス（2022年 - 、トーマス[23][24]）
  - きかんしゃトーマス めざせ!夢のチャンピオンカップ（2023年、トーマス[334][335][336]）
  - きかんしゃトーマス 大冒険!ルックアウトマウンテンとひみつのトンネル（2024年、トーマス[337]）
  - きかんしゃトーマス ぼくのたいせつなともだち（2025年、トーマス[338]）
  - きかんしゃトーマス サンタをさがせ! パーシーのクリスマス急行（2025年、トーマス）

### ラジオ
※はインターネット配信。
- Wake Up, Radio!（2014年、ニコニコ生放送※・2014年 - 2015年、ニコニコ動画 超!アニメディアチャンネル※）不定期パーソナリティ[339]
- ラジオ ハナヤマタ〜校内放送、しませんか?（2014年 - 2015年、HiBiKi Radio Station※）[340]
- DIVE II Station New Generations!（文化放送）2014年10月度、2015年8月度パーソナリティ[341]
- Wake Up, Girls!のオールナイトニッポンモバイル（2014年 - 2016年、Radital※・オールナイトニッポンモバイル※）不定期パーソナリティ[342]
- 加藤英美里・田中美海のとら娘れでぃお（2015年、文化放送アニスパ内・超!A&G+※）[343]
- A&G NEXT BREAKS FIVE STARS（2015年 - 2019年、超!A&G+※）水曜パーソナリティ[344]
- ラジオ シュヴァルツェスマーケン（2015年 - 2016年、文化放送）[345]
- セハガールのハードなSEGA情報RADIO「セハラジ」（2015年、超!A&G+※）[346]
- Wake Up, Girls!のオールナイトスッポン（2016年 - 2017年、Radital※・9129スッポン放送※）不定期パーソナリティ[347]
- Wake Up, Girls!のがんばっぺレディオ!（2016年 - 2018年、音泉※・HiBiKi Radio Station※）不定期パーソナリティ[348]
- Fate/Grand Order カルデア・ラジオ局 → Fate/Grand Order カルデア・ラジオ局 Plus → くらぶカルデア FGOラジオステーション（2017年 - 、文化放送・超!A&G+※）[349]
- レコメン!ニュースネットワーク（2017年 - 2019年、文化放送）ナレーション[350]
- ポチとミケの賭ケグルイラジオ（2017年 - 2019年、HiBiKi Radio Station※）[351]
- Wake Up, Girls!とRun Girls, Run!のオールナイトニッポンi（2017年 - 2018年、オールナイトニッポンi※）不定期パーソナリティ[352]
- 悠久のユーフォリア アガスティア異世界放送局（2018年 - 2019年、HiBiKi Radio Station※）[353]
- ひとりぼっちの○○ラジオ生活（2019年、音泉※）[354]
- 異世界チート放送局（2019年、音泉※）[355]
- 田中美海のかもん!みなはうす（2020年 - 2024年、超!A&G+※）[356]
- やくならマグカップも〜織部学園放送室〜（2021年、CBCラジオ）[357]
- 田中美海のらしんばんラジオ（2022年、らしんばん店内放送）9月度パーソナリティ[358]
- 農民関連のスキルばっか上げてたら何故か強くなった。 スキルアップRADIO（2022年、HiBiKi Radio Station※）[359]

### ラジオCD
- DJCD「ラジオ ハナヤマタ〜校内放送、しませんか?」Vol.1 - 4（2014年 - 2015年）[360][361][362][363]
- DJCD「高橋李依・上田麗奈 仕事で会えないからラジオはじめました。」（2018年）ゲスト[364]
- ラジオCD「ひとりぼっちの○○ラジオ生活」Vol.1 - 2（2019年） - BD&DVD 第3巻・第4巻 初回生産特典[365]
- ラジオCD「異世界チート放送局」（2019年） - BD&DVD 第3巻 初回生産特典[366]
- DJCD「鷲崎健・藤田茜のグレパラジオ」〜グレパカルトクイズ編〜（2020年）ゲスト[367]
- ラジオCD「フランシュシュ2号の佐賀がサガであるために From ゾンビランドサガ リベンジ」（2021年）ゲスト[368]

### テレビ番組
※はインターネット配信。
- 山本寛アワー ワグっていいとも！（2013年 - 2014年、ニコニコ生放送※）不定期出演
- Wake Up, Radio!（生）（2014年 - 2015年、ニコニコ生放送※）不定期出演
- ニコ生、しませんか？ ★ハナヤマタ よさこいぶデス！★（2014年、ニコニコ生放送※）
- ライブダムカンパニー（2014年 - 2018年、ニコニコ動画※・YouTube※）MC
- NHK高校講座 ロンリのちから 第11回 - 第20回（2015年 - 2017年、NHK Eテレ）ノーノ（実写）、アリス（声）
- わぐばん!（2015年、テレビ東京）
- 超アステリズム放送室（2016年 - 2017年、ニコニコ動画※・YouTube※）[369]
- みなみ✿ア・ラ・モード（2019年 - 、ニコニコ生放送※・YouTube※）[370]
- ルームシェアしちゃいました！〜今夜もぱじゃまぱーてぃ〜（2019年 - 2020年、あにてれ※） - 3シリーズ[371][372]
- バビブベボディ「関節」「細胞」（2020年、NHK Eテレ）ナレーション[373][374]
- ポルポ（2020年、テレビ朝日）十文字ミミィ（声[375]、モーションキャプチャー[376]）
- 声優たびノート「谷中ぎんざ猫めぐり編」（2020年、ニコニコ動画※・YouTube※）[377]
- 田中美海のねばーぎぶあっぷ！（2021年、OPENREC.tv※）[378]
- かまいガチ（2022年、テレビ朝日） - 6月度ナレーション[379]
- 多治見こやぁこやぁ情報局（2023年、YouTube 多治見市公式チャンネル※）- 豊川姫乃[380]
- 田中美海の高知ロケに山崎エリイがついてきちゃいました（2023年、ニコニコチャンネル※・YouTube※）[381]

### 舞台
2016年
- 朗読劇「TARO 〜語り継がれし物語・異聞〜」（11月1日・5日、DDD青山クロスシアター）

2017年
- 舞台「Wake Up, Girls! 青葉の記録」（1月19日 - 22日、AiiA Theater Tokyo）片山実波 役
- 朗読劇「シンデレラ裁判 〜愛は赤い毒〜」（5月20日・27日、文化放送メディアプラスホール）
- 声の優れた俳優によるドラマリーディング 日本文学名作選 第五弾「銀河鉄道の夜」（10月18日、TOKYO FM HALL）
- 朗読劇「謎解きはディナーのあとで」（11月24日・12月3日、イマジンスタジオ）

2018年
- 朗読劇「謎解きはディナーのあとで 〜二股にはお気をつけください〜」（4月30日、博品館劇場）
- 舞台「Wake Up, Girls! 青葉の軌跡」（6月6日 - 10日、草月ホール）片山実波 役
- 声の優れた俳優によるドラマリーディング 日本文学名作選 第七弾「三つの愛と、殺人 -芥川 太宰 安吾-」（10月13日、紀伊國屋サザンシアター TAKASHIMAYA）

2019年
- 朗読劇「スマホを落としただけなのに」（1月29日、博品館劇場）
- 声の優れた俳優によるドラマリーディング 日本文学名作選 第九弾「こゝろ」（5月1日、紀伊國屋サザンシアター TAKASHIMAYA）静 役
- 音楽朗読劇「ザ・グレイト・ギャツビー」再演（6月2日、NEW PIER HALL）デイジー 役
- 音楽朗読劇「レ・ミゼラブル」（8月10日・12日、TOKYO FM HALL）コゼット 他 役
- 日本の古典シリーズ朗読劇「源氏物語〜奥ゆかしき恋の果て〜」（8月25日、TOKYO FM HALL）女性たち 役
- リーディングシェイクスピア「ロミオとジュリエット」（12月22日、サンシャイン劇場）ジュリエット 役

2020年
- 朗読劇「スマホを落としただけなのに 囚われの殺人鬼」（1月18日、博品館劇場）森岡市子 役
- 音楽朗読劇「嵐が丘」（2月24日、TOKYO FM HALL）キャサリン / キャシー 役

2022年
- 朗読劇「世界から猫が消えたなら」（2022年6月25日・27日、シアター1010）彼女、猫（キャベツ） 役

### 映像商品
2014年
- smileY inc.「花雪」ミュージックビデオ（8月27日）
- 声優ゆめ日記〜田中美海〜（11月20日）

2015年
- ハナヤマタ 花彩よさこい祭 二組目（10月30日）

2017年
- 灼熱の卓球娘 スペシャルイベント 雀が原中学VSもず山中学（6月30日）
- プリパラ クリスマス☆ドリームライブ2016（8月11日）
- アイドルタイムプリパラ サマーライブ2017（12月8日）

2018年
- みにゃみのとぅえんてぃーず DVD（7月12日）
- 温泉むすめ 3rd LIVE “NOW ON☆SENSATION!! Vol.3”〜ワイワイワッチョイナ！！〜（12月5日）

2019年
- Tokyo 7th Sisters Memorial Live in NIPPON BUDOKAN “Melody in the Pocket”（2月20日）
- プリパラ&キラッとプリ☆チャンAUTUMN LIVE TOUR み〜んなでアイドルやってみた！（3月29日）
- t7s 4th Anniversary Live -FES!! AND YOUR LIGHT- in Makuhari Messe（7月3日）
- ゾンビランドサガLIVE〜フランシュシュみんなでおらぼう！〜（7月26日）

2020年
- t7s 5th Anniversary Live -SEASON OF LOVE- in Makuhari Messe（3月18日）
- Fate/Grand Order Trailer's Trail III created by A-1 Pictures BD付限定版「FGOのCMの素晴らしさを学ぼう！出張版！」（5月2日） - オーディオコメンタリー
- Fate/Grand Order Trailer's Trail EX 4th Anniversary created by A-1 Pictures BD付限定版「FGOのPVの素晴らしさを学ぼう！出張版！」（5月2日） - オーディオコメンタリー
- 8 beat Story♪ 2_wEi 2nd LIVE Final「Past 2 Present, Stand for the Future.」（11月27日）

### その他コンテンツ
- うめのたんプロジェクト（2015年、カンロ公式応援キャラクター うめのたん〈甘露梅乃〉[416]）
- アニメ登録管理アプリ「アニ・メーター」（2016年、カティア・ヴァルトハイム[417]）
- WEBCM おむすび名人 × Wake Up, Girls! くつろぎ篇（2016年、ナレーション[418]）
- ダウンロードボイス（2017年、池袋都紬[419]） - カーナビ音声
- 温泉むすめ（2017年、黒川姫楽[420]）
- 声優オリジナルパソコン「Type:YOU」田中美海モデル（2017年、システム音声[421]）
- 『異世界迷宮でハーレムを』コミックスCM（2017年、ナレーション[422]）
- 京都謎解きミュージアム巡り「古き学び舎と封印の石」（2019年、ランカ[423]）
- Fate/Grand Order×リアル脱出ゲーム「謎特異点II ピラミッドからの脱出」（2019年、ニトクリス[424]）
- LIVERTINE AGE コラボ「パーカー」「Tシャツ」（2019年[425][426]）
- 雨宮かおりの朝ごはん（2019年、雨宮かおり[427]）
- ヨドバシAkibaグルメリーフレット『kuuuu』（2020年、ナビゲーター[428][429]） - 4月号
- MILGRAM -ミルグラム-（2020年、アマネ〈桃瀬遍〉[430]）
- N高等学校 オンライン入学式（2020年、ナレーション[431][432]）
- 山下七海1stデジタルフォトブック『GLITTER』メイキング映像（2020年、ナレーション[433]）
- カードラボ 秋葉原ラジオ会館本店 店内放送（2020年、ナレーション[434]）
- 『スーサイドガール』コミックス第3巻PV（2021年、青木ヶ原星[435]）
- パチスロ Wake Up, Girls！Seven Memories（2021年、片山実波、田中美海[436]）
- ドームシネマ「ワイナリーには不思議がいっぱい！ 世界に羽ばたけ 山梨ワイン」（2021年、ナレーション[437][438]）
- パチスロ 十字架5（2022年、ニードル[439]）

## ディスコグラフィ

### キャラクターソング
| 発売日         | 商品名                                                                                      | 歌 | 楽曲 | 備考                                                                           |
| -------------- | ------------------------------------------------------------------------------------------- | --- | --- | ------------------------------------------------------------------------------ |
| 2014年8月27日  | 花ハ踊レヤいろはにほ                                                                        | チーム“ハナヤマタ” | 「花ハ踊レヤいろはにほ」 | テレビアニメ『ハナヤマタ』オープニングテーマ                                   |
| 2014年8月27日  | 花ハ踊レヤいろはにほ                                                                        | チーム“ハナヤマタ” | 「Dream JUMP!!」 | テレビアニメ『ハナヤマタ』関連曲                                               |
| 2014年10月22日 | Blooming!!/若い力 -SEGA HARD GIRLS MIX-                                                     | SC-3000（相沢舞）、SG-1000（芹澤優）、SG-1000II（大空直美）、ゲームギア（田中美海）、ロボピッチャ（もものはるな） | 「若い力 -SEGA HARD GIRLS MIX-」 | テレビアニメ『Hi☆sCoool! セハガール』エンディングテーマ                        |
| 2014年10月24日 | ハナヤマタ BD・DVD第2巻特典CD                                                               | ハナ・N・フォンテーンスタンド（田中美海） | 「花ハ踊レヤいろはにほ」 | テレビアニメ『ハナヤマタ』関連曲                                               |
| 2014年10月29日 | YOSAKOI SONG Series 弐 ハナ                                                                 | 由比浜学園中学よさこい部 ハナ・N・フォンテーンスタンド（田中美海） | 「Smlile」 「ヨヨロコビ・シンクロニシティ」 | ゲーム『ハナヤマタ よさこいLIVE!』挿入歌                                       |
| 2015年2月27日  | ハナヤマタ BD・DVD第6巻特典CD                                                               | チーム“ハナヤマタ” | 「花雪」 | テレビアニメ『ハナヤマタ』エンディングテーマ                                   |
| 2015年3月27日  | 暗殺教室 BD・DVD第1巻特典CD                                                                 | 3年E組カバ担 | 「ヒーロー HOLDING OUT FOR A HERO」 | テレビアニメ『暗殺教室』関連曲                                                 |
| 2015年4月22日  | ハナヤマタ音楽集 華鳴音女                                                                   | チーム“ハナヤマタ” | 「ヨロコビ・シンクロニシティ」 | ゲーム『ハナヤマタ よさこいLIVE!』挿入歌                                       |
| 2015年5月29日  | 暗殺教室 BD・DVD第3巻特典CD                                                                 | 3年E組カバ担 | 「ぼくの先生はフィーバー」 | テレビアニメ『暗殺教室』関連曲                                                 |
| 2015年8月14日  | うめのたんテーマソングCD                                                                    | うめのたん〈甘露梅乃〉（田中美海） | 「ウメウメ梅どーぞ♪」 | 『うめのたん』テーマソング                                                     |
| 2015年9月25日  | 暗殺教室 BD・DVD第7巻特典CD                                                                 | 3年E組カバ担 | 「BOY MEETS GIRL」 | テレビアニメ『暗殺教室』関連曲                                                 |
| 2016年1月27日  | 楽園ディストピア -TOKYO HAREM ver.-                                                         | TOKYO HAREM | 「楽園ディストピア」 | ゲーム『東京ハーレム』テーマソング                                             |
| 2016年1月27日  | 楽園ディストピア -TOKYO HAREM ver.-                                                         | 大森杏（田中美海） | 「楽園ディストピア」 | ゲーム『東京ハーレム』関連曲                                                   |
| 2016年2月24日  | 哀しみが時代を駆ける                                                                        | Zähre | 「哀しみが時代を駆ける」 | テレビアニメ『シュヴァルツェスマーケン』エンディングテーマ                     |
| 2016年3月2日   | ハッカドール ハッカソング3号                                                                | 王女・キララ（田中美海） | 「キラキラ！プリンセス☆ミ」 | テレビアニメ『ハッカドール THE あにめ〜しょん』関連曲                          |
| 2016年3月25日  | シュヴァルツェスマーケン 第1巻BD初回生産限定盤特典CD                                        | Katia（田中美海） | 「哀しみが時代を駆ける」 | テレビアニメ『シュヴァルツェスマーケン』エンディングテーマ                     |
| 2016年7月27日  | Never Ending Fantasy 〜GRANBLUE FANTASY〜                                                   | ディアンサ（水瀬いのり）、リナリア（田中美海）、ハリエ（小倉唯）、ジオラ（高橋未奈美）、カンナ（内山夕実） | 「Never Ending Fantasy」 | ゲーム『グランブルーファンタジー』関連曲                                       |
| 2016年7月27日  | Never Ending Fantasy 〜GRANBLUE FANTASY〜                                                   | リナリア（田中美海） | 「Never Ending Fantasy」 | ゲーム『グランブルーファンタジー』関連曲                                       |
| 2016年9月28日  | 暗殺教室 ベストアルバム 〜Music Memories〜                                                  | 3年E組 | 「旅立ちのうた」 | テレビアニメ『暗殺教室』挿入歌                                                 |
| 2016年9月30日  | Brand New Dreamer                                                                           | らぁら（茜屋日海夏） with トライアングル（田中美海） | 「Brand New Dreamer」 | テレビアニメ『プリパラ』オープニングテーマ                                     |
| 2016年9月30日  | Brand New Dreamer                                                                           | らぁら（茜屋日海夏） with じゅのん（田中美海） | 「Brand New Dreamer」 | テレビアニメ『プリパラ』オープニングテーマ                                     |
| 2016年9月30日  | Brand New Dreamer                                                                           | らぁら（茜屋日海夏） with ぴのん（田中美海） | 「Brand New Dreamer」 | テレビアニメ『プリパラ』オープニングテーマ                                     |
| 2016年9月30日  | Brand New Dreamer                                                                           | らぁら（茜屋日海夏） with かのん（田中美海） | 「Brand New Dreamer」 | テレビアニメ『プリパラ』オープニングテーマ                                     |
| 2016年11月6日  | LIVE DAM COMPANY MUSIC PARTY vol.01                                                         | 舞川瑞樹（吉岡茉祐）、桐山花蓮（田中美海） | 「One×One」 「STAR LIGHT」 | インターネット番組『ライブダムカンパニー』関連曲                               |
| 2016年11月25日 | 灼熱スイッチ                                                                                | 雀が原中学卓球部 | 「灼熱スイッチ」 | テレビアニメ『灼熱の卓球娘』オープニングテーマ                                 |
| 2016年11月25日 | 灼熱スイッチ                                                                                | 雀が原中学卓球部 | 「V字上昇Victory」 | テレビアニメ『灼熱の卓球娘』関連曲                                             |
| 2016年12月23日 | プリパラソング♪コレクション 1stステージ                                                     | TRiANGLE | 「かりすま〜とGIRL☆Yeah!」 | テレビアニメ『プリパラ』挿入歌                                                 |
| 2017年1月25日  | 灼熱の卓球娘 ダブルスソングシリーズ1 こより&あがり                                          | 旋風こより（花守ゆみり）、上矢あがり（田中美海） | 「放課後ラバー」 「雀が原中学校校歌 」 | テレビアニメ『灼熱の卓球娘』関連曲                                             |
| 2017年1月27日  | 灼熱の卓球娘 BD・DVD第2巻初回生産限定版特典CD                                               | 上矢あがり（田中美海） | 「future」 | テレビアニメ『灼熱の卓球娘』関連曲                                             |
| 2017年2月22日  | 灼熱の卓球娘 ユニットソングシリーズ1 こより&あがり&ほくと                                   | 旋風こより（花守ゆみり）、上矢あがり（田中美海）、出雲ほくと（桑原由気） | 「ピンポンパンポンレスポンス」 「成長期STARS」 | テレビアニメ『灼熱の卓球娘』関連曲                                             |
| 2017年2月24日  | プリパラソング♪コレクション 2ndステージ                                                     | NonSugar | 「シュガーレス×フレンド」 | テレビアニメ『プリパラ』挿入歌                                                 |
| 2017年4月19日  | 劇場版プリパラ み〜んなでかがやけ！キラリン☆スターライブ！ SONG COLLECTION                  | スーパープリパラ☆オールアイドル's | 「ぷりぱら☆ララン」 | 劇場アニメ『劇場版プリパラ み〜んなでかがやけ！キラリン☆スターライブ！』挿入歌 |
| 2017年7月23日  | GAME PriPara Music Collection vol.3                                                         | NonSugar | 「Go!Go!プリパライフ」 | ゲーム『プリパラ』関連曲                                                       |
| 2017年7月23日  | GAME PriPara Music Collection vol.3                                                         | のん（田中美海） | 「Go!Go!プリパライフ」 | ゲーム『プリパラ』関連曲                                                       |
| 2017年7月23日  | GAME PriPara Music Collection vol.3                                                         | じゅのん（田中美海） | 「Steps 〜Secret はあと♥〜」 | ゲーム『プリパラ』関連曲                                                       |
| 2017年7月23日  | GAME PriPara Music Collection vol.3                                                         | ぴのん（田中美海） | 「Steps -twinkle star-」 | ゲーム『プリパラ』関連曲                                                       |
| 2017年7月23日  | GAME PriPara Music Collection vol.3                                                         | かのん（田中美海） | 「Steps -brandnew myself-」 | ゲーム『プリパラ』関連曲                                                       |
| 2017年9月20日  | プリパラ☆ミュージックコレクション season.3                                                  | じゅのん（田中美海） | 「かりすま〜とGIRL☆Yeah!」 | テレビアニメ『プリパラ』挿入歌                                                 |
| 2017年9月20日  | プリパラ☆ミュージックコレクション season.3                                                  | ぴのん（田中美海） | 「かりすま〜とGIRL☆Yeah!」 | テレビアニメ『プリパラ』挿入歌                                                 |
| 2017年9月20日  | プリパラ☆ミュージックコレクション season.3                                                  | かのん（田中美海） | 「かりすま〜とGIRL☆Yeah!」 | テレビアニメ『プリパラ』挿入歌                                                 |
| 2017年9月20日  | プリパラ☆ミュージックコレクション season.3                                                  | 真中らぁら（茜屋日海夏）、真中のん（田中美海） | 「ま〜ぶる Make up a-ha-ha!」 | テレビアニメ『プリパラ』挿入歌                                                 |
| 2017年9月20日  | プリパラ☆ミュージックコレクション season.3                                                  | SoLaMi♡SMILE、Dressing Pafé、NonSugar、Tricolore、Gaarmageddon、UCCHARI BIG-BANGS | 「組曲フォーエバー☆フレンズ〜インターリュード〜『メモリーズ・メドレー』」 「組曲フォーエバー☆フレンズ〜第三楽章〜『My Friend, Dear Friend』〜第四楽章〜『ウィー・アー・ザ・フレンズ！』」 | テレビアニメ『プリパラ』挿入歌                                                 |
| 2017年10月18日 | イプシロン進化論                                                                            | Adhara | 「イプシロン進化論」 「孤高のピエロ」 | 『温泉むすめ』関連曲                                                           |
| 2017年11月24日 | 悠久のユーフォリア ハイレゾ・コンテンツBOOK Vol.1                                           | spectre | 「スペクトル」 | 『悠久のユーフォリア』関連曲                                                   |
| 2017年11月24日 | 悠久のユーフォリア ハイレゾ・コンテンツBOOK Vol.1                                           | 悠久のユーフォリア（田中美海） | 「壊れゆくすべてと、壊れない何かと」 「Returnee」 「スペクトル」 | 『悠久のユーフォリア』関連曲                                                   |
| 2017年11月24日 | 悠久のユーフォリア ハイレゾ・コンテンツBOOK Vol.1                                           | spectre | 「さよならの笑顔」 | 『悠久のユーフォリア』関連曲                                                   |
| 2018年1月26日  | プリパラ ULTRA MEGA MIX COLLECTION Vol.3                                                    | NonSugar | 「シュガーレス×フレンド（DELACTION Remix）」 | テレビアニメ『プリパラ』関連曲                                                 |
| 2018年1月26日  | プリパラ ULTRA MEGA MIX COLLECTION Vol.3                                                    | スーパープリパラ☆オールアイドル's | 「ぷりぱら☆ララン（DJ Noriken Hardcore Mix）」 | テレビアニメ『プリパラ』関連曲                                                 |
| 2018年4月25日  | シトラスは片想い                                                                            | Ci+LUS | 「シトラスは片想い」 「アイコトバ」 | ゲーム『Tokyo 7th シスターズ』関連曲                                           |
| 2018年5月16日  | HYPNO                                                                                       | 柏葉琴乃（村川梨衣）、守田鳴子（小澤亜李）、篠原美笛（高橋李依）、神楽鈴奈（田中美海） | 「HYPNO」 | テレビアニメ『Caligula -カリギュラ-』エンディングテーマ                        |
| 2018年11月28日 | 徒花ネクロマンシー                                                                          | フランシュシュ | 「徒花ネクロマンシー」 | テレビアニメ『ゾンビランドサガ』オープニングテーマ                             |
| 2018年11月28日 | 光へ                                                                                        | フランシュシュ | 「光へ」 | テレビアニメ『ゾンビランドサガ』エンディングテーマ                             |
| 2018年12月21日 | ゾンビランドサガ BD第1巻特典CD                                                              | グリーンフェイス | 「ようこそ佐賀へ」 | テレビアニメ『ゾンビランドサガ』挿入歌                                         |
| 2018年12月21日 | ゾンビランドサガ BD第1巻特典CD                                                              | グリーンフェイス | 「DEAD or RAP!!!」 | テレビアニメ『ゾンビランドサガ』挿入歌                                         |
| 2018年12月21日 | ゾンビランドサガ BD第1巻特典CD                                                              | フランシュシュ | 「目覚めRETURNER」 「アツクナレ」 | テレビアニメ『ゾンビランドサガ』挿入歌                                         |
| 2019年2月22日  | ゾンビランドサガ BD第2巻特典CD                                                              | フランシュシュ | 「ドライブイン鳥」 「To my Dearest」 「特攻DANCE 〜DAWN OF THE BAD〜」 | テレビアニメ『ゾンビランドサガ』挿入歌                                         |
| 2019年3月20日  | TRICK                                                                                       | Ci+LUS | 「TRICK」 「空色スキップ」 | ゲーム『Tokyo 7th シスターズ』関連曲                                           |
| 2019年4月26日  | ゾンビランドサガ BD第3巻特典CD                                                              | フランシュシュ | 「ヨミガエレ」 「FLAGをはためかせろ！」 「目覚めRETURNER（Electric Returner）」 | テレビアニメ『ゾンビランドサガ』挿入歌                                         |
| 2019年5月29日  | ひとりぼっちのモノローグ                                                                    | 一里ぼっち（森下千咲）、砂尾なこ（田中美海）、本庄アル（鬼頭明里）、ソトカ・ラキター（黒瀬ゆうこ） | 「ひとりぼっちのモノローグ」 | テレビアニメ『ひとりぼっちの○○生活』オープニングテーマ                         |
| 2019年5月29日  | ね、いっしょにかえろ。                                                                      | 一里ぼっち（森下千咲）、砂尾なこ（田中美海）、本庄アル（鬼頭明里）、ソトカ・ラキター（黒瀬ゆうこ） | 「爆笑ぼっち塾 校歌」 | テレビアニメ『ひとりぼっちの○○生活』エンディングテーマ                         |
| 2019年7月3日   | t7s 4th Anniversary Live -FES!! AND YOUR LIGHT- in Makuhari Messe                           | ALL CAST | 「スタートライン」 | ゲーム『Tokyo 7th シスターズ』関連曲                                           |
| 2019年7月24日  | ひとりぼっちの○○生活 BD・DVD第1巻特典CD                                                     | 砂尾なこ（田中美海） | 「ひとりぼっちのモノローグ」 | テレビアニメ『ひとりぼっちの○○生活』関連曲                                     |
| 2019年8月28日  | Happy New Genesis 〜GRANBLUE FANTASY〜                                                      | ディアンサ（水瀬いのり）、リナリア（田中美海）、ハリエ（小倉唯）、ジオラ（高橋未奈美）、カンナ（内山夕実） | 「Happy New Genesis」 | ゲーム『グランブルーファンタジー』関連曲                                       |
| 2019年8月28日  | Happy New Genesis 〜GRANBLUE FANTASY〜                                                      | リナリア（田中美海）、ジオラ（高橋未奈美） | 「Happy New Genesis」 | ゲーム『グランブルーファンタジー』関連曲                                       |
| 2019年9月11日  | プロミス！リズム！パラダイス！                                                              | NonSugar | 「スパイシー♪ホット*ケーキ!!!」 | Webアニメ『アイドルランドプリパラ』エンディングテーマ・挿入歌                  |
| 2019年9月11日  | プロミス！リズム！パラダイス！                                                              | NonSugar | 「かりすま〜とGIRL☆Yeah!」 「リザーブ・ザ・リバース！」 | アニメ・ゲーム『プリパラ』関連曲                                               |
| 2019年9月11日  | プロミス！リズム！パラダイス！                                                              | PRI-Crew Friends | 「Crew-Sing! Friend-Ship♡」 | アニメ・ゲーム『プリパラ』関連曲                                               |
| 2019年10月15日 | 日清カレーメシ ゾンビランドサガ 特別BOXセット 特典CD                                        | フランシュシュ | 「輝いて （カレーメシver.）」 | 『ゾンビランドサガ』×「日清カレーメシ」コラボ曲                                |
| 2019年10月16日 | 温泉むすめコンプリートアルバム Vol.2                                                        | Adhara | 「星に集いし乙女の物語-プロローグ-」 「覚醒 sinfonia」 | 『温泉むすめ』関連曲                                                           |
| 2019年10月16日 | 温泉むすめコンプリートアルバム Vol.3                                                        | 黒川姫楽（田中美海） | 「シリウスのpirouette」 | 『温泉むすめ』関連曲                                                           |
| 2019年11月27日 | ゾンビランドサガ フランシュシュ The Best                                                    | フランシュシュ | 「徒花ネクロマンシー（Album ver.）」 「佐賀事変」 「輝いて」 | テレビアニメ『ゾンビランドサガ』関連曲                                         |
| 2019年11月27日 | ゾンビランドサガ フランシュシュ The Best                                                    | 星川リリィ（田中美海） | 「To my Dearest〜Lily's practice singing〜」 | テレビアニメ『ゾンビランドサガ』関連曲                                         |
| 2020年3月18日  | t7s 5th Anniversary Live -SEASON OF LOVE- in Makuhari Messe                                 | ALL CAST | 「STAY☆GOLD」 | ゲーム『Tokyo 7th シスターズ』関連曲                                           |
| 2020年9月3日   | ゾンビランドサガぴあ 特典CD                                                                 | でんぱ組.inc、フランシュシュ | 「ゾンビランドDEMPA!!」 | テレビアニメ『ゾンビランドサガ』関連曲                                         |
| 2020年12月2日  | キラッとプリ☆チャン♪ソングコレクション〜from MELODY FANTASY〜                               | ゴーゴー！マスコッツ | 「A・B・C・Dいいね★ダンス」 | テレビアニメ『キラッとプリ☆チャン』エンディングテーマ                          |
| 2020年12月2日  | キラッとプリ☆チャン♪ソングコレクション〜from OCEAN MERMAID〜                                | ゴーゴー！マスコッツ | 「おやくそくセンセーション」 | テレビアニメ『キラッとプリ☆チャン』挿入歌                                      |
| 2020年12月2日  | キラッとプリ☆チャン♪ソングコレクション〜from OCEAN MERMAID〜                                | ラビリィ（田中美海） | 「キラッとプリ☆チャンランド」 | テレビアニメ『キラッとプリ☆チャン』挿入歌                                      |
| 2021年2月24日  | BIBLION                                                                                     | B.A.C | 「Silent World」 「Pious Bullets」 「UTOPIA」 「Blessing After Cataclysm」 | ゲーム『8 beat Story♪』関連曲                                                  |
| 2021年4月21日  | 扉を開けたら                                                                                | MUG-MO | 「扉を開けたら」 | テレビアニメ『やくならマグカップも』オープニングテーマ                         |
| 2021年4月21日  | 扉を開けたら                                                                                | MUG-MO | 「Let's try it!!」 「扉を開けたら 〜MUG-MO全員ver.〜」 | テレビアニメ『やくならマグカップも』関連曲                                     |
| 2021年4月28日  | おまじない                                                                                  | アマネ（田中美海） | 「おまじない」 「ポジティブ・パレード」 | 『MILGRAM -ミルグラム-』関連曲                                                 |
| 2021年5月18日  | 扉を開けたら（豊川姫乃 ver.）                                                               | 豊川姫乃（田中美海） | 「扉を開けたら」 | テレビアニメ『やくならマグカップも』関連曲                                     |
| 2021年5月19日  | 大河よ共に泣いてくれ/Nope!!!!!                                                              | フランシュシュ | 「大河よ共に泣いてくれ」 | テレビアニメ『ゾンビランドサガ リベンジ』オープニングテーマ                    |
| 2021年5月19日  | 夢を手に、戻れる場所もない日々を/風の強い日は嫌いか？                                       | フランシュシュ | 「夢を手に、戻れる場所もない日々を」 | テレビアニメ『ゾンビランドサガ リベンジ』エンディングテーマ                    |
| 2021年6月2日   | Fate/Grand Carnival 1st Season 完全生産限定版特典CD                                         | マシュ・キリエライト（高橋李依）、ニトクリス（田中美海）、エリザベート・バートリー（大久保瑠美）、酒呑童子（悠木碧）、茨木童子（東山奈央）、女王メイヴ（佐倉綾音）、アタランテ（早見沙織）、謎のヒロインX（川澄綾子）、イシュタル（植田佳奈）、ネロ・クラウディウス（丹下桜）、シトナイ（門脇舞以） | 「すーぱー☆あふぇくしょん」 | OVA『Fate/Grand Carnival』テーマソング                                         |
| 2021年6月25日  | ゾンビランドサガ リベンジ BD第1巻特典CD                                                     | 小島食品工場スタッフ | 「イカの魂無駄にはしない〜小島食品工場株式会社社歌〜」 | テレビアニメ『ゾンビランドサガ リベンジ』挿入歌                                |
| 2021年6月25日  | ゾンビランドサガ リベンジ BD第1巻特典CD                                                     | フランシュシュ | 「REVENGE」 「風の強い日は嫌いか？」 「目覚めRETURNER (Electric Returner Type "R")」 | テレビアニメ『ゾンビランドサガ リベンジ』挿入歌                                |
| 2021年6月25日  | ゾンビランドサガ リベンジ BD第1巻特典CD                                                     | フランシュシュ | 「激昂サバイブ」 | テレビアニメ『ゾンビランドサガ リベンジ』挿入歌                                |
| 2021年7月30日  | ゾンビランドサガ リベンジ BD第2巻特典CD                                                     | フランシュシュ6号（田中美海） | 「リトルパラッポ」 | テレビアニメ『ゾンビランドサガ リベンジ』挿入歌                                |
| 2021年7月30日  | ゾンビランドサガ リベンジ BD第2巻特典CD                                                     | フランシュシュ | 「ぶっちゃけてフォーユー」 「光へ」 | テレビアニメ『ゾンビランドサガ リベンジ』挿入歌                                |
| 2021年8月25日  | Tasting NonSugar                                                                            | NonSugar | 「DAI!BOM!大冒険だいっ!!」 「タッ・ピ〜ロペ！サパンナ！」 「三花三様、夢いろ花舞姫」 「ノンピリオド」 「トレジャー♪マイ*ランド!!!」 「カワイイ・ノンシュジェニック!!!」                   | アニメ・ゲーム『プリパラ』関連曲                                               |
| 2021年8月27日  | ゾンビランドサガ リベンジ BD第3巻特典CD                                                     | フランシュシュ | 「追い風トラベラーズ」 | テレビアニメ『ゾンビランドサガ リベンジ』挿入歌                                |
| 2021年8月27日  | ゾンビランドサガ リベンジ BD第3巻特典CD                                                     | フランシュシュ | 「激昂サバイブ（Complete Edition）」 | テレビアニメ『ゾンビランドサガ リベンジ』関連曲                                |
| 2021年10月6日  | 夢中の先へ                                                                                  | MUG-MO | 「夢中の先へ」 | テレビアニメ『やくならマグカップも 二番窯』オープニングテーマ                  |
| 2021年10月6日  | 夢中の先へ                                                                                  | MUG-MO | 「君のそばに」 「夢中の先へ 〜MUG-MO全員ver.〜」 | テレビアニメ『やくならマグカップも 二番窯』関連曲                              |
| 2021年10月13日 | 夢中の先へ（豊川姫乃ver.）                                                                  | 豊川姫乃（田中美海） | 「夢中の先へ」 | テレビアニメ『やくならマグカップも 二番窯』関連曲                              |
| 2022年4月2日   | キラメクMiLieヘ                                                                             | イタズラ☆ストレート | 「キラメクMiLieヘ」 | ゲーム『ブルーアーカイブ -Blue Archive-』関連曲                                |
| 2022年5月24日  | Don! Kan! Boy!                                                                              | Ci+LUS | 「Don! Kan! Boy!」 | ゲーム『Tokyo 7th シスターズ』関連曲                                           |
| 2022年7月6日   | くノ一ツバキの胸の内 あかね組音楽集                                                         | ウイキョウ（朝日奈丸佳）、キキョウ（田中美海） | 「あかね組活動日誌 〜巳班〜」 | テレビアニメ『くノ一ツバキの胸の内』エンディングテーマ                         |
| 2022年7月6日   | くノ一ツバキの胸の内 あかね組音楽集                                                         | あかね組ねうしとらうたつみうまひつじさるとりいぬい | 「あかね組活動日誌 〜ねうしとらうたつみうまひつじさるとりいぬい大集合！〜」 | テレビアニメ『くノ一ツバキの胸の内』エンディングテーマ                         |
| 2022年9月28日  | ゾンビランドサガ リベンジ フランシュシュ The Best Revenge                                   | フランシュシュ | 「We are Fran Chou Chou!」 「Beginning」 「冒険ズンドコドン！」 | テレビアニメ『ゾンビランドサガ リベンジ』関連曲                                |
| 2022年11月9日  | メイド大回転/冥途の子守唄                                                                   | とんとことんスタッフ一同 | 「メイド大回転」 | テレビアニメ『アキバ冥途戦争』オープニングテーマ                               |
| 2022年11月23日 | わたしたちのクエスト                                                                        | ミレニアムサイエンススクール ゲーム開発部 | 「わたしたちのクエスト」 | Webアニメ『ブルーアーカイブ beautiful day dreamer』エンディングテーマ          |
| 2023年6月15日  | Ka☆Ku☆Go お命ちょーだい！                                                                   | 大真しのぶ（古賀葵）、細川弾丸子（田中美海）、田中稲（遠野ひかる）、リ・ウータオ（村瀬迪与）、エスメラルダ（紡木吏佐） | 「Ka☆Ku☆Go お命ちょーだい！」 | ゲーム『対魔忍GOGO!』テーマソング                                              |
| 2023年8月30日  | 粛清マーチ                                                                                  | アマネ（田中美海） | 「粛清マーチ」 「アニマル」 | 『MILGRAM -ミルグラム-』関連曲                                                 |
| 2023年11月13日 | 夢のステラリウム                                                                            | 鳳ここな（石見舞菜香）、静香（長谷川育美）、カトリナ・グリーベル（天城サリー）、新妻八恵（長縄まりあ）、柳場ぱんだ（大空直美）、流石知冴（佐々木李子）、千寿暦（鳥部万里子）、ラモーナ・ウォルフ（田中美海）、王雪（花井美春）、リリヤ・クルトベイ（安齋由香里）、与那国緋花里（下地紫野）、千寿いろは（岡咲美保）、白丸美兎（近藤玲奈）、阿岐留カミラ（若井友希）、猫足蕾（芹澤優）、本巣叶羽（赤尾ひかる）、連尺野初魅（葵井歌菜）、烏森大黒（Lynn）、舎人仁花子（斉藤朱夏）、萬容（山村響）、筆島しぐれ（吉岡麻耶） | 「夢のステラリウム」 | ゲーム『ワールドダイスター 夢のステラリウム』関連曲                            |
| 2023年12月27日 | 『ワールドダイスター 夢のステラリウム』 Vocal Album Vol.1「プラネタリウム・レヴュー」       | 千寿暦（鳥部万里子）、ラモーナ・ウォルフ（田中美海）、王雪（花井美春）、リリヤ・クルトベイ（安齋由香里）、与那国緋花里（下地紫野） | 「プラネタリウム・レヴュー」 「夢のステラリウム」 | ゲーム『ワールドダイスター 夢のステラリウム』関連曲                            |
| 2023年12月27日 | 『ワールドダイスター 夢のステラリウム』 Vocal Album Vol.1「プラネタリウム・レヴュー」       | 千寿暦（鳥部万里子）、ラモーナ・ウォルフ（田中美海） | 「勿忘唄」 「情熱リベレイション」 | ゲーム『ワールドダイスター 夢のステラリウム』関連曲                            |
| 2023年12月27日 | 『ワールドダイスター 夢のステラリウム』 Vocal Album Vol.1「プラネタリウム・レヴュー」       | ラモーナ・ウォルフ（田中美海） | 「悠久月華」 「So long, Say Goodbye」 | ゲーム『ワールドダイスター 夢のステラリウム』関連曲                            |
| 2023年12月27日 | 『ワールドダイスター 夢のステラリウム』 Vocal Album Vol.1「プラネタリウム・レヴュー」       | 王雪（花井美春）、ラモーナ・ウォルフ（田中美海） | 「ウタカタメロディ」 | ゲーム『ワールドダイスター 夢のステラリウム』関連曲                            |
| 2023年12月27日 | 『ワールドダイスター 夢のステラリウム』 Vocal Album Vol.1「プラネタリウム・レヴュー」       | カトリナ・グリーベル（天城サリー）、ラモーナ・ウォルフ（田中美海） | 「暁星アストレーション」 | ゲーム『ワールドダイスター 夢のステラリウム』関連曲                            |
| 2023年12月27日 | 『ワールドダイスター 夢のステラリウム』 Vocal Album Vol.1「プラネタリウム・レヴュー」       | リリヤ・クルトベイ（安齋由香里）、ラモーナ・ウォルフ（田中美海） | 「小さな奇跡の降る夜に」 | ゲーム『ワールドダイスター 夢のステラリウム』関連曲                            |
| 2023年12月31日 | Calor                                                                                       | 漣つづる（山村響）、刀谷猿子（田中美海） | 「カゴノソトヘ」 | 『project Luminasys 03』主題歌                                                 |
| 2024年1月21日  | 全力絶対Come☆True                                                                           | イタズラ☆ストレート | 「全力絶対Come☆True」 | ゲーム『ブルーアーカイブ -Blue Archive-』関連曲                                |
| 2024年8月19日  | DIVE TO YOUR SKY!! -Surprise-                                                               | Ci+LUS | 「Wrappin' Love」 | ゲーム『Tokyo 7th シスターズ』関連曲                                           |
| 2024年9月25日  | プリンセスコネクト！Re:Dive PRICONNE CHARACTER SONG 41                                      | クルル（田中美海） | 「ミラクル・ジュエル・パレード！」 | ゲーム『プリンセスコネクト！Re:Dive』挿入歌                                    |
| 2024年9月25日  | 負けヒロインが多すぎる！ マケイン応援！カバーソングコレクション                             | 温水和彦（梅田修一朗）、温水佳樹（田中美海） | 「プレパレード」 | テレビアニメ『負けヒロインが多すぎる！』関連曲                                 |
| 2024年11月13日 | プリパラ ソング♪コレクション Melody Moments!                                                | NonSugar | 「NonSugar × Age」 | アニメ・ゲーム『プリパラ』関連曲                                               |
| 2024年12月23日 | ブルーアーカイブ 絆ダイアローグ Vol.8 「アリス」                                            | アリス（田中美海） | 「勇者アリスの大冒険！」 | ゲーム『ブルーアーカイブ -Blue Archive-』関連曲                                |
| 2025年1月26日  | Worlds Dye Star                                                                             | シリウス、銀河座、Eden、劇団電姫 | 「Worlds Dye Star」 | ゲーム『ワールドダイスター 夢のステラリウム』関連曲                            |
| 2025年5月28日  | 『ワールドダイスター 夢のステラリウム』 Vocal Album Vol.6「プラネタリウム・レヴュー Act-2」 | ラモーナ・ウォルフ（田中美海）、リリヤ・クルトベイ（安齋由香里） | 「ヱテルナ・ガラクシア」 | ゲーム『ワールドダイスター 夢のステラリウム』関連曲                            |
| 2025年5月28日  | 『ワールドダイスター 夢のステラリウム』 Vocal Album Vol.6「プラネタリウム・レヴュー Act-2」 | ラモーナ・ウォルフ（田中美海） | 「アクト・レゾナンス」 「硝子色の欠片」 | ゲーム『ワールドダイスター 夢のステラリウム』関連曲                            |
| 2025年5月28日  | 『ワールドダイスター 夢のステラリウム』 Vocal Album Vol.6「プラネタリウム・レヴュー Act-2」 | 千寿暦（鳥部万里子）、ラモーナ・ウォルフ（田中美海） | 「黎明の残照の果て、新しき光の空へ」 | ゲーム『ワールドダイスター 夢のステラリウム』関連曲                            |
| 2025年5月28日  | 『ワールドダイスター 夢のステラリウム』 Vocal Album Vol.6「プラネタリウム・レヴュー Act-2」 | 千寿暦（鳥部万里子）、ラモーナ・ウォルフ（田中美海）、王雪（花井美春）、リリヤ・クルトベイ（安齋由香里）、与那国緋花里（下地紫野） | 「Worlds Dye Star」 | ゲーム『ワールドダイスター 夢のステラリウム』関連曲                            |
| 2025年6月23日  | 『鳴潮』1st Anniversary Fes. 記念テーマ曲                                                   | 漂泊者・男（増田俊樹）、漂泊者・女（田中美海） | 「潮騒レゾナンス」 | ゲーム『鳴潮』関連曲                                                           |

### その他参加楽曲
| 発売日         | 商品名                            | 歌                 | 楽曲                                                  | 備考                                                                                           |
| -------------- | --------------------------------- | ------------------ | ----------------------------------------------------- | ---------------------------------------------------------------------------------------------- |
| 2015年2月15日  | -                                 | 吉岡茉祐、田中美海 | 「一度きりアドベンチャー」                            | 『ライブダムカンパニープレゼンツ 吉岡茉祐&田中美海のバレンタインカンパニー』にて披露された曲。 |
| 2015年2月28日  | 無限大の未来へ/Twinkle Collector  | FIVE STARS         | 「無限大の未来へ」 「Twinkle Collector」              | ラジオ『A&G NEXT BREAKS FIVE STARS』テーマソング                                               |
| 2015年4月16日  | -                                 | 田中美海           | 「歌と魚とハダシとわたし」 「スキ? キライ!? スキ!!!」 | カラオケ『LIVE DAM STADIUM・LIVE DAM Ai あにそんボーカル』配信曲。                             |
| 2016年12月29日 | Bright Future/夕焼けオレンジ      | FIVE STARS         | 「Bright Future」 「夕焼けオレンジ」                  | ラジオ『A&G NEXT BREAKS FIVE STARS』テーマソング                                               |
| 2019年2月4日   | Magic Hour p.m.8/ラブラブのテーマ | FIVE STARS         | 「Magic Hour p.m.8」 「ラブラブのテーマ」             | ラジオ『A&G NEXT BREAKS FIVE STARS』テーマソング                                               |

## 書籍

### 写真集
- 田中美海写真集 らすとてぃーんさまー（2015年8月27日[444]、学研プラス）ISBN 978-4-05-406322-8
- 田中美海フォトブック みにゃみのとぅえんてぃーず（2018年7月13日[445]、学研プラス）ISBN 978-4-05-406639-7
- 田中美海デジタルフォトブック よりどりみなみ。（2021年5月28日[446][447]、BookLive）

### 雑誌連載
- 声優アニメディア（2016年2月号 - 2018年4月号、学研プラス） - みにゃみのとぅえんてぃーず